# Los Angeles (album)
Los Angeles is het debuutalbum van de Nederlandse mannengroep Los Angeles: The Voices. Het album verscheen op 19 november 2010 en werd voorafgegaan door de single Blijf veilig bij mij. Op 27 november kwam het album binnen in de Nederlandse Album Top 100 op een vierde plaats. Op Nieuwjaardag 2011 werd een registratie van hun eerste concert, dat ze op 6 december 2010 in een uitverkocht Theater Carré gaven, uitgezonden op RTL 4. Hierdoor bereikte het album de week na de uitzending de eerste plaats van de Nederlandse Album Top 100. Tijdens hun eerste concert ontving de groep haar eerste gouden plaat.

## Hitnotering

### NederlandseAlbum Top 100
| Hitnotering: (Week 1 t/m 40) 27-11-2010 t/m 27-08-2011 Hitnotering: (Week 41 t/m 48) 01-10-2011 t/m 19-11-2011 Hitnotering: (Week 49) 07-01-2012 Hitnotering: (Week 50) 18-02-2012 | Hitnotering: (Week 1 t/m 40) 27-11-2010 t/m 27-08-2011 Hitnotering: (Week 41 t/m 48) 01-10-2011 t/m 19-11-2011 Hitnotering: (Week 49) 07-01-2012 Hitnotering: (Week 50) 18-02-2012 | Hitnotering: (Week 1 t/m 40) 27-11-2010 t/m 27-08-2011 Hitnotering: (Week 41 t/m 48) 01-10-2011 t/m 19-11-2011 Hitnotering: (Week 49) 07-01-2012 Hitnotering: (Week 50) 18-02-2012 | Hitnotering: (Week 1 t/m 40) 27-11-2010 t/m 27-08-2011 Hitnotering: (Week 41 t/m 48) 01-10-2011 t/m 19-11-2011 Hitnotering: (Week 49) 07-01-2012 Hitnotering: (Week 50) 18-02-2012 | Hitnotering: (Week 1 t/m 40) 27-11-2010 t/m 27-08-2011 Hitnotering: (Week 41 t/m 48) 01-10-2011 t/m 19-11-2011 Hitnotering: (Week 49) 07-01-2012 Hitnotering: (Week 50) 18-02-2012 | Hitnotering: (Week 1 t/m 40) 27-11-2010 t/m 27-08-2011 Hitnotering: (Week 41 t/m 48) 01-10-2011 t/m 19-11-2011 Hitnotering: (Week 49) 07-01-2012 Hitnotering: (Week 50) 18-02-2012 | Hitnotering: (Week 1 t/m 40) 27-11-2010 t/m 27-08-2011 Hitnotering: (Week 41 t/m 48) 01-10-2011 t/m 19-11-2011 Hitnotering: (Week 49) 07-01-2012 Hitnotering: (Week 50) 18-02-2012 | Hitnotering: (Week 1 t/m 40) 27-11-2010 t/m 27-08-2011 Hitnotering: (Week 41 t/m 48) 01-10-2011 t/m 19-11-2011 Hitnotering: (Week 49) 07-01-2012 Hitnotering: (Week 50) 18-02-2012 | Hitnotering: (Week 1 t/m 40) 27-11-2010 t/m 27-08-2011 Hitnotering: (Week 41 t/m 48) 01-10-2011 t/m 19-11-2011 Hitnotering: (Week 49) 07-01-2012 Hitnotering: (Week 50) 18-02-2012 | Hitnotering: (Week 1 t/m 40) 27-11-2010 t/m 27-08-2011 Hitnotering: (Week 41 t/m 48) 01-10-2011 t/m 19-11-2011 Hitnotering: (Week 49) 07-01-2012 Hitnotering: (Week 50) 18-02-2012 | Hitnotering: (Week 1 t/m 40) 27-11-2010 t/m 27-08-2011 Hitnotering: (Week 41 t/m 48) 01-10-2011 t/m 19-11-2011 Hitnotering: (Week 49) 07-01-2012 Hitnotering: (Week 50) 18-02-2012 | Hitnotering: (Week 1 t/m 40) 27-11-2010 t/m 27-08-2011 Hitnotering: (Week 41 t/m 48) 01-10-2011 t/m 19-11-2011 Hitnotering: (Week 49) 07-01-2012 Hitnotering: (Week 50) 18-02-2012 | Hitnotering: (Week 1 t/m 40) 27-11-2010 t/m 27-08-2011 Hitnotering: (Week 41 t/m 48) 01-10-2011 t/m 19-11-2011 Hitnotering: (Week 49) 07-01-2012 Hitnotering: (Week 50) 18-02-2012 | Hitnotering: (Week 1 t/m 40) 27-11-2010 t/m 27-08-2011 Hitnotering: (Week 41 t/m 48) 01-10-2011 t/m 19-11-2011 Hitnotering: (Week 49) 07-01-2012 Hitnotering: (Week 50) 18-02-2012 | Hitnotering: (Week 1 t/m 40) 27-11-2010 t/m 27-08-2011 Hitnotering: (Week 41 t/m 48) 01-10-2011 t/m 19-11-2011 Hitnotering: (Week 49) 07-01-2012 Hitnotering: (Week 50) 18-02-2012 | Hitnotering: (Week 1 t/m 40) 27-11-2010 t/m 27-08-2011 Hitnotering: (Week 41 t/m 48) 01-10-2011 t/m 19-11-2011 Hitnotering: (Week 49) 07-01-2012 Hitnotering: (Week 50) 18-02-2012 | Hitnotering: (Week 1 t/m 40) 27-11-2010 t/m 27-08-2011 Hitnotering: (Week 41 t/m 48) 01-10-2011 t/m 19-11-2011 Hitnotering: (Week 49) 07-01-2012 Hitnotering: (Week 50) 18-02-2012 | Hitnotering: (Week 1 t/m 40) 27-11-2010 t/m 27-08-2011 Hitnotering: (Week 41 t/m 48) 01-10-2011 t/m 19-11-2011 Hitnotering: (Week 49) 07-01-2012 Hitnotering: (Week 50) 18-02-2012 | Hitnotering: (Week 1 t/m 40) 27-11-2010 t/m 27-08-2011 Hitnotering: (Week 41 t/m 48) 01-10-2011 t/m 19-11-2011 Hitnotering: (Week 49) 07-01-2012 Hitnotering: (Week 50) 18-02-2012 |
| Week: | 1 | 2 | 3 | 4 | 5 | 6 | 7 | 8 | 9 | 10 | 11 | 12 | 13 | 14 | 15 | 16 | 17 | 18 |
| --- | --- | --- | --- | --- | --- | --- | --- | --- | --- | --- | --- | --- | --- | --- | --- | --- | --- | --- |
| Positie: | 4 | 8 | 6 | 8 | 8 | 4 | 1 | 3 | 7 | 13 | 16 | 20 | 10 | 6 | 16 | 30 | 36 | 53 |
| Week: | 19 | 20 | 21 | 22 | 23 | 24 | 25 | 26 | 27 | 28 | 29 | 30 | 31 | 32 | 33 | 34 | 35 | 36 |
| Positie: | 53 | 32 | 58 | 65 | 61 | 24 | 20 | 65 | 9 | 14 | 18 | 26 | 29 | 35 | 30 | 40 | 40 | 42 |
| Week: | 37 | 38 | 39 | 40 | | 41 | 42 | 43 | 44 | 45 | 46 | 47 | 48 | | 49 | | 50 | |
| Positie: | 50 | 39 | 52 | 60 | uit | 71 | 60 | 59 | 73 | 77 | 59 | 55 | 80 | uit | 87 | uit | 97 | uit |